# Chris Smith (judoka)
Chris Smith – nowozelandzki judoka.
Trzeci na mistrzostwach Wspólnoty Narodów w 1988. Srebrny medalista mistrzostw Oceanii w 1988 i brązowy w 1985. Wicemistrz kraju w 1986, 1987 i 1988 roku.